# Cotyachryson philippii
Cotyachryson philippii é uma espécie de cerambicídeo da tribo Achrysonini, com distribuição restrita ao Chile.